# Ludvík z Vendôme
Ludvík Bourbonský (francouzsky Louis I de Bourbon-Vendôme 1376 – 21. prosince 1446, Tours) byl hrabě z Vendôme a od roku 1425 až do své smrti též hrabětem z Castres. Podporoval orleánského vévodu Karla a zaujímal významné místo na francouzském královském dvoře, kde se v roce 1408 stal vrchním královským komořím, a v roce 1413 dokonce velmistrem.

## Životopis
Ludvík se narodil jako mladší syn Jana z Marche a Kateřiny, dcery Jana VI. z Vendôme. Roku 1393 bylo po otcově smrti dědictví rozděleno mezi Ludvíka a jeho staršího bratra Jakuba. Hrabství Marche a Castres připadly Jakubovi, zatímco Ludvík se stal vladařem ve Vendôme. Koncem 90. let 14. století se Ludvík zúčastnil svržení anglického krále Richarda II., když podpořil Jindřicha z Bolingbroke.
Jako člen frakce Armagnaků stál na straně vévody orleánského proti burgundskému vévodovi Janovi. Burgunďany byl dvakrát uvězněn, a sice v letech 1407 a 1412. Potřetí jej uvěznili Angličané po bitvě u Azincourtu v roce 1415.
Po návratu ze zajetí se Ludvík, věrný francouzskému králi, připojil k Johance z Arku a mnoha dalším francouzským šlechticům během obrany Orléansu v roce 1429. Poté velel při obléhání Jargeau a zúčastnil se korunovace Karla VII. v Remeši. V roce 1435 se také zúčastnil mírových jednání v Arrasu.
Zemřel roku 1446 a byl pohřben v rodové nekropoli v kostele sv. Jiří ve Vendôme. Společně s první chotí Blankou a dalšími členy rodiny je zobrazen na vitráži ve Vendômské kapli katedrály v Chartres.